# 大圍遊樂場

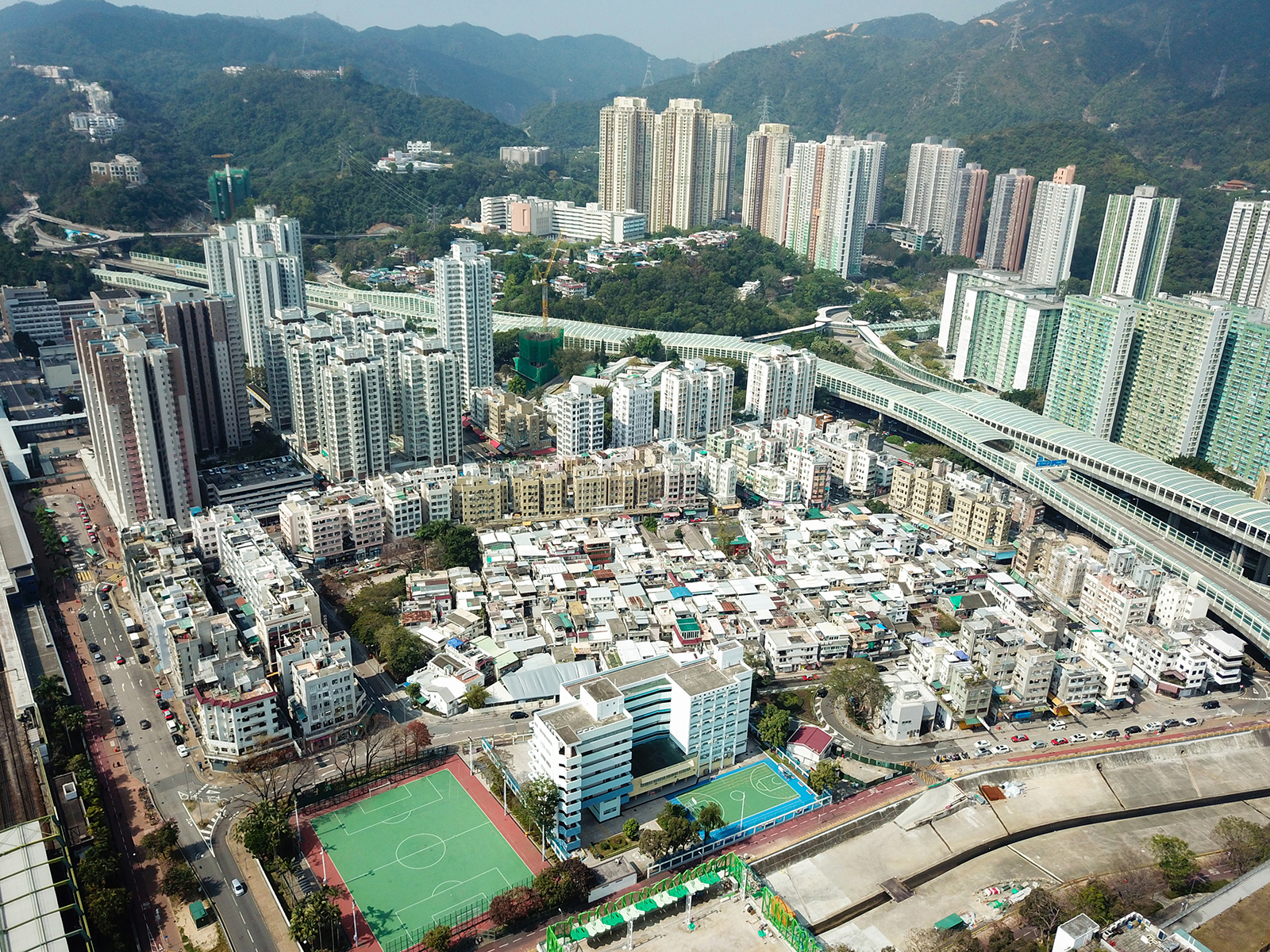
上空

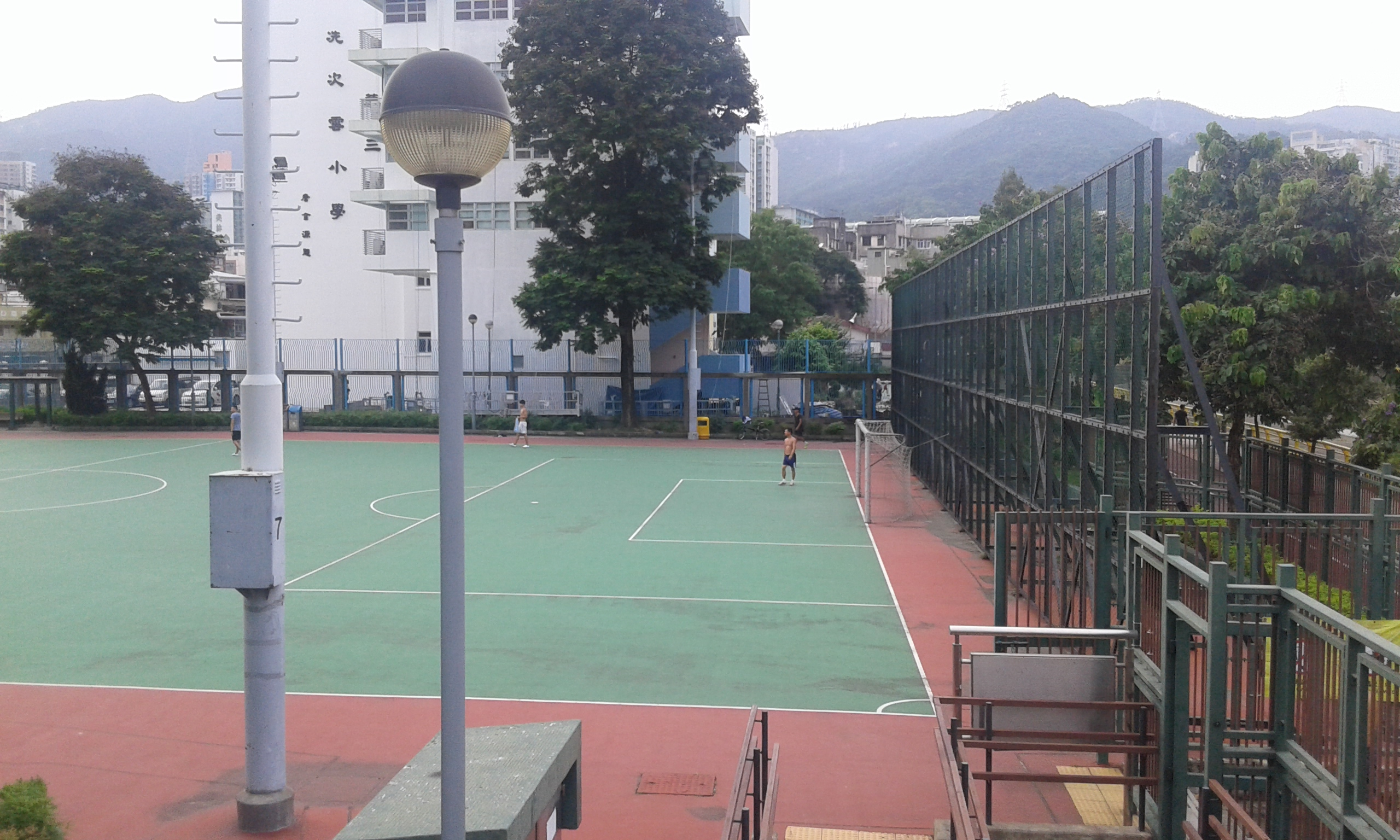
内部

22°22′30″N 114°10′48″E / 22.37505°N 114.17994°E
大围游乐场（英語：Tai Wai Playground），是香港的一座公园，也是一座游乐场，它位于沙田大围积富街同村南道交界，行政上归沙田区。设施有硬地球场，以及七人足球场。

## 未來發展
政府擬於大圍遊樂場改建成一座「插針式」的41層聯用綜合大樓及公營房屋，提供約400個單位共容納1,100人居住。中底層15層為政府綜合大樓設施，包括小型圖書館、普通科門診診所、會議室、民政處大圍分處、綜合家庭服務中心、社會保障辦事處、幼兒服務中心、長者鄰舍中心、停車場、平台花園及兒童遊樂場等設施。項目預計最快於2024年展開，最快2030年竣工。